# Verbot des überspitzten Formalismus
Das Verbot des überspitzten Formalismus (franz: formalisme excessif) ist ein Grundrecht in der Schweiz. Es handelt sich um einen Teilgehalt der allgemeinen Verfahrensgarantien (Art. 29 Abs. 1 BV), d. h. jenen Rechten, die jeder Person in Verfahren vor Gericht und Verwaltungsbehörden zustehen. Überspitzter Formalismus liegt vor, wenn Verfahrensnormen so streng angewandt werden, dass sie durch kein schutzwürdiges Interesse mehr gerechtfertigt sind. Das Bundesgericht erachtet überspitzten Formalismus als besondere Form der Rechtsverweigerung.
Eine gewisse Formstrenge ist für das Funktionieren des Staates unabdingbar. Verfahrensrecht trägt dazu bei, Verfahren zu ordnen, verfassungsmässig auszugestalten und eine rechtsgleiche Behandlung zu gewährleisten, indem für alle grundsätzlich dieselben Regeln angewandt werden. Indessen ist Verfahrensrecht nie Selbstzweck, sondern dient der Durchsetzung des materiellen Rechts.
Das Verbot des überspitzten Formalismus ist Ausfluss des Rechts auf gleiche und gerechte Behandlung in Gerichts- und Verwaltungsverfahren (Art. 29 Abs. 1 BV). Übermässige Formstrenge wird weniger aufgrund der Behandlung als des Resultats als ungerecht erachtet. Eine Beschwerde, die die formellen und materiellen Anforderungen erfüllt, aufgrund einer sachfremden Bagatelle abzulehnen, wäre nicht hinnehmbar.
Ob formale Vorschriften übermässig streng angewandt werden, wird nur in Rechtsanwendungsverfahren – das heisst in Verfahren vor Verwaltungen und Gerichten – geprüft. Die Rechtsetzung ist nicht an Art. 29 Abs. 1 BV gebunden und kann überspitzt formalistische Rechtsnormen erlassen. Die Frage ist somit, ob ein Rechtsanwender eine Norm des Verfahrensrechts zu streng – mithin überspitzt – auslegt.
Überspitzter Formalismus liegt nach ständiger Rechtsprechung etwa vor, wenn eine Verfahrenspartei vergisst, unter eine korrekt eingebrachte Eingabe die Unterschrift zu setzen, und die Behörde deswegen die Eingabe ablehnt. In einem solchen Fall kann es geboten sein, dass das Gericht nach Fristablauf eine kurze, darüber hinausgehende Nachfrist zur Verbesserung des Formfehlers (die fehlende Unterschrift) gewährt. Die Behörde ist denn auch verpflichtet, den Verfasser einer Rechtsmittelschrift auf das Fehlen der Unterschrift aufmerksam zu machen. Sofern die Verspätung nicht dazu führt, dass die Arbeit der Justiz beeinträchtigt wird, muss das Gericht Nachsicht walten lassen. Ein Anspruch auf Nachfristensetzung besteht indessen nicht, wenn die Eingabe nicht ausreichend begründet ist und die Partei eine Begründung nachreichen möchte.
In einem weiteren Fall missbilligte das Bundesgericht die Anwendung von Art. 143 Abs. 1 ZPO durch das Obergericht Zürich. Dieses trat auf eine Beschwerde nicht ein, weil bei einem korrekt frankierten und adressierten Brief, bei dem sich die Briefmarke abgelöst hatte, der von der Post deswegen zurückgesendet worden und somit nicht per Post angekommen war, eine persönliche Übergabe nicht akzeptiert wurde.
Ein analoges Grundrecht entwickelte der liechtensteinische Staatsgerichtshof.